# Conclave de 1406

Brasão papal de Sua Santidade o Papa Gregório XII

O conclave papal ocorrido entre 18 a 30 de novembro de 1406 resultou na eleição do Papa Gregório XII depois da morte do Papa Inocêncio VII.

## Situação Geral
Foi um dos conclaves do período do Grande Cisma do Ocidente. Quatorze cardeais estavam presentes em Roma e entraram no conclave no Vaticano em 18 de novembro de 1406, doze dias após a morte do Papa Inocêncio VII.
Inicialmente todos os eleitores assinaram a capitulação em conclave, em que cada um jurou que, se eleito, iria abdicar se o antipapa Bento XIII fizesse o mesmo ou ele morresse. Também cada cardeal jurou que não criaria novos cardeais, exceto para manter a paridade numérica com os cardeais de Avinhão, e que dentro de três meses iria iniciar negociações com seu rival em um local neutro.
Não há mais detalhes sobre este conclave, sendo conhecido apenas seu resultado final. Em 30 de novembro, o cardeal Angelo Correr, proposto pelo cardeal Caetani, foi eleito por unanimidade papa, apesar de sua idade avançada (provavelmente cerca de 80 anos). Ele aceitou a eleição para o papado, tomando o nome de Gregório XII. Embora sustentasse a legalidade de seu pontificado, nove anos depois, abdicou no Concílio de Constança, a fim de tornar possível a restauração da unidade da Igreja Católica Romana.

## Lista de participantes
| Consistóro                    | 1406 |
| ----------------------------- | ---- |
| Dezembro 1381                 | 1    |
| Dezembro 1384                 | 4    |
| Consistórios de Urbano VI     | 5    |
| Dezembro 1389                 | 1    |
| Fevereiro 1402                | 2    |
| Consistórios de Bonifácio IX  | 3    |
| Junho 1405                    | 10   |
| Consistórios de Inocêncio VII | 10   |
| Total                         | 18   |

| Criado por                | Cardeais | Por Cento |
| ------------------------- | -------- | --------- |
| Papa Urbano VI (UVI)      | 05       | 27,78 %   |
| Papa Bonifácio IX (BIX)   | 03       | 16,67 %   |
| Papa Inocêncio VII (IVII) | 010      | 55,56 %   |
| Total                     | 18       | 100 %     |

### Cardeais Bispos
| Nº | Nome              | Consistório    | Papa |
| -- | ----------------- | -------------- | ---- |
| 1  | Angelo Acciaiuoli | Dezembro 1384  | UVI  |
| 2  | Enrico Minutolo   | Dezembro 1389  | BIX  |
| 3  | Antonio Caetani   | Fevereiro 1402 | BIX  |

### Cardeais Presbíteros
| Nº | Nome                            | Consistório   | Papa |
| -- | ------------------------------- | ------------- | ---- |
| 4  | Angelo d'Anna Sommariva, O.S.B. | Dezembro 1384 | UVI  |
| 5  | Corrado Caracciolo              | Junho 1405    | IVII |
| 6  | Angelo Correr                   | Junho 1405    | IVII |
| 7  | Giordano Orsini                 | Junho 1405    | IVII |
| 8  | Giovanni Migliorati             | Junho 1405    | IVII |
| 9  | Antonio Calvi                   | Junho 1405    | IVII |

### Cardeais Diáconos
| Nº | Nome               | Consistório   | Papa |
| -- | ------------------ | ------------- | ---- |
| 10 | Landolfo Maramaldo | Dezembro 1381 | UVI  |
| 11 | Rinaldo Brancaccio | Dezembro 1384 | UVI  |
| 12 | Oddone Colonna     | Junho 1405    | IVII |
| 13 | Pietro Stefaneschi | Junho 1405    | IVII |
| 14 | Jean Gilles        | Junho 1405    | IVII |

### Cardeais ausentes

#### Cardeais Presbíteros
| Nº | Nome                     | Consistório   | Papa |
| -- | ------------------------ | ------------- | ---- |
| 15 | Bálint Alsáni            | Dezembro 1384 | UVI  |
| 16 | Francesco Uguccione      | Junho 1405    | IVII |
| 17 | Pietro Filargo di Candia | Junho 1405    | IVII |

#### Cardeal Diacono
| Nº | Nome              | Consistório    | Papa |
| -- | ----------------- | -------------- | ---- |
| 18 | Baldassarre Cossa | Fevereiro 1402 | BIX  |